# Championnat de Namibie de football
Le championnat de Namibie de football a été créé en 1991.
Il existait un championnat avant l'indépendance du pays en 1990, mais il a été pendant longtemps été divisé entre Noirs et Blancs. 
Le championnat de première division compte seize équipes (depuis la saison 2014-2015 contre douze auparavant), qui s'affrontent en matchs aller-retour. Le club sacré champion se qualifie pour la Ligue des champions de la CAF la saison suivante, tandis que les trois derniers sont relégués en deuxième division.

## Palmarès
| Année   | Champion                     |
| 1991    | Eleven Arrows FC (1)         |
| 1992    | Ramblers FC (1)              |
| 1993    | Chief Santos FC (1)          |
| 1994    | African Stars FC (1)         |
| 1995    | Black Africa FC (1)          |
| 1996    | Blue Waters FC (1)           |
| 1997    | Non disputé                  |
| 1997/98 | Black Africa FC (2)          |
| 1999    | Black Africa FC (3)          |
| 2000    | Blue Waters FC (2)           |
| 2001/02 | Liverpool Okahandja (en) (1) |
| 2002/03 | Chief Santos FC (1)          |
| 2003/04 | Blue Waters FC (3)           |
| 2004/05 | Civics FC (1)                |
| 2005/06 | Civics FC (2)                |
| 2006/07 | Civics FC (3)                |
| 2007/08 | Orlando Pirates Windhoek (1) |
| 2008/09 | African Stars FC (2)         |
| 2009/10 | African Stars FC (3)         |
| 2010/11 | Black Africa FC (4)          |
| 2011/12 | Black Africa FC (5)          |
| 2012/13 | Black Africa FC (6)          |
| 2013/14 | Black Africa FC (7)          |
| 2014/15 | African Stars FC (4)         |
| 2015/16 | United Africa Tigers (1)     |
| 2016/17 | Non disputé                  |
| 2017/18 | African Stars FC (5)         |
| 2018/19 | Black Africa FC (8)          |
| 2019/20 | Non disputé                  |
| 2020/21 | Abandonné                    |
| 2021/22 | Non disputé                  |
| 2022/23 | African Stars FC (6)         |
| 2023/24 | African Stars FC (7)         |
| 2024/25 | African Stars FC (8)         |

## Bilan
| Club                     | Titres | Années                                         |
| ------------------------ | ------ | ---------------------------------------------- |
| Black Africa FC          | 8      | 1995, 1998, 1999, 2011, 2012, 2013, 2014, 2019 |
| African Stars FC         | 8      | 1994, 2009, 2010, 2015, 2018, 2023, 2024, 2025 |
| Blue Waters FC           | 3      | 1996, 2000, 2004                               |
| Civics FC                | 3      | 2005, 2006, 2007                               |
| Chief Santos FC          | 2      | 1993, 2003                                     |
| Eleven Arrows FC         | 1      | 1991                                           |
| Ramblers FC              | 1      | 1992                                           |
| Liverpool Okahandja (en) | 1      | 2002                                           |
| Orlando Pirates Windhoek | 1      | 2008                                           |
| United Africa Tigers     | 1      | 2016                                           |

## Lien
- Palmarès du championnat de Namibie sur le site RSSSF.com